# Јокоте
Јокоте (јап. 横手市) град је у Јапану у префектури Акита. Према попису становништва из 2005. у граду је живело 103.652 становника.

## Становништво
Према подацима са пописа, у граду је 2005. године живело 103.652 становника.
| 1995.   | 2000.   | 2005.   |
| ------- | ------- | ------- |
| 112.600 | 109.004 | 103.652 |